# アーサー・オーカン
アーサー・オーカン（Arthur M. Okun、1928年11月28日 - 1980年3月23日）は、ニュー・ジャージー州ジャージー・シティに生まれたアメリカの経済学者。彼が発見した「オーカンの法則」（「オークンの法則」）はもっとも有名である。日本では、アーサー・オークンと呼ばれることも多い。

## 略歴
- 1928年 ジャージー・シティーに生まれる。
- 1949年 コロンビア大学でBAを取得。
- 1956年 コロンビア大学でPh.Dを所得。
- 1952年 イェール大学で教鞭をとり始める。
- 1961年 - 1962年 ワシントンのケネディ大統領の大統領経済諮問委員会の経済学者スタッフを務める。
- 1963年 同大学の経済学教授となる。
- 1964年 - 1968年 ジョンソン大統領の大統領経済諮問委員会の委員として活躍。
- 1968年 - 1969年 ジョンソン大統領の大統領経済諮問委員会の委員長として活躍。
- 1969年 ブルッキングス研究所の上級研究員となる（ブルッキングス経済叢書の共同編集にもあたる）。
- 1979年 F・E・ザイデン賞を受賞。
- 1980年 ワシントンD.C.で死去（51歳）。

## 業績
- 1950年以降に観察された毎年度の現実GDPと毎年度の潜在GDPの比率と、失業率の年ごとの変化を比較すると、決まった関係があることを発見した。例えば、前者が3％変化すれば、失業率の変化は逆に1％変化する。言いかえると、失業率の1％増が、現実GDPと潜在GDP比率でいうとおよそ3％減にあたる。このような関係のことを「オーカンの法則」と呼ばれている。
- 簡単にいえば、「オーカンの法則」とは実質GDP成長率と失業率の変化の間に決まった関係があるということである。いま、実質GDP成長率を縦軸、失業率の変化を横軸にとると、両者の組み合わせの軌跡はほぼ直線になるというものである。しかし、国によって数値はことなる。

## 主な著作
- 『平等か効率か――現代資本主義のジレンマ』、新開陽一訳、日経新書259、日本経済新聞出版社、1976年（原書1975年）
- 『現代マクロ経済分析――価格と数量』、藪下史郎訳、創文社、1986年（原書1981年）